# Engagisme
Ne doit pas être confondu avec Engagiste.
Cet article concerne le cas des engagés dans les colonies. Pour les autres sens, voir Engagé.

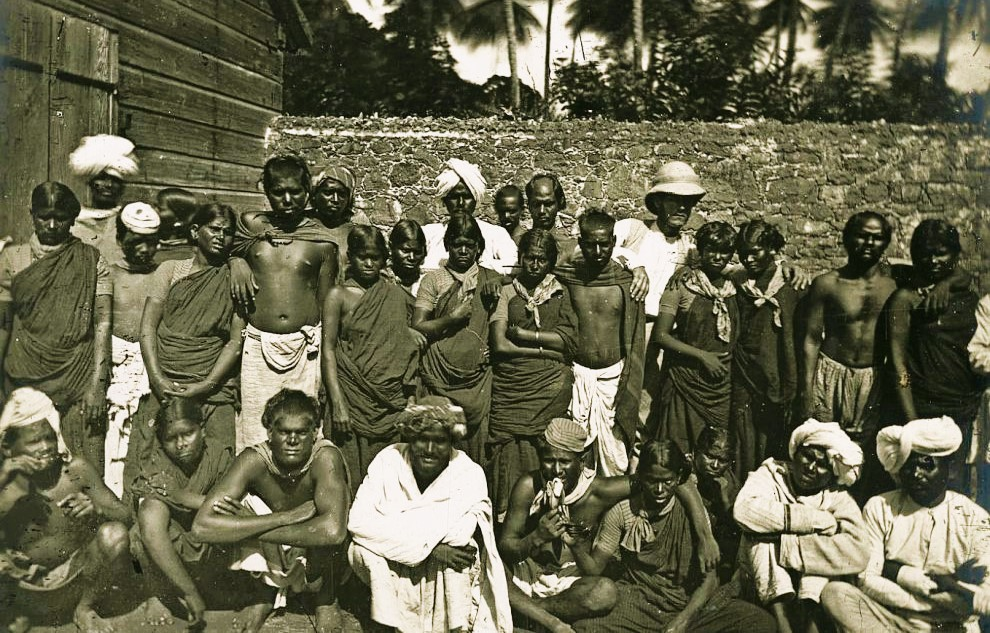
Groupe de travailleurs indiens à la Martinique.

L’engagisme est un système de recrutement, en principe sur la base du volontariat, de travailleurs agricoles pour les plantations coloniales. Cette forme atténuée de servage commence dans l'Ancien Régime et concerne d'abord des travailleurs européens. Puis, en raison de la dureté des conditions de travail et du besoin croissant de main-d’œuvre, ceux-ci sont progressivement remplacés par des esclaves africains, importés massivement par la traite négrière. Après avoir quasiment disparu, l'engagisme est à nouveau utilisé après l'abolition de l'esclavage, afin de pallier le manque de travailleurs agricoles. Les nouveaux engagés viennent alors majoritairement des comptoirs coloniaux d'Asie (Inde, Chine), et de certaines régions d'Afrique.
Si au départ l'engagisme se fait sur la base du volontariat, la pratique finit par se rapprocher de la traite et de l'esclavage.

## Empire colonial français
À l'origine, l’engagisme est un régime juridique de l'Ancien Régime français et un fait social des colonies françaises, notamment en Amérique du Nord, dans les Antilles et à La Réunion. Dans l'empire colonial français, il fut pratiqué dans le peuplement européen de la Nouvelle-France et des Antilles. À la suite de son abolition pendant la Révolution française, l’engagisme est resté une forme de salariat réservé aux travailleurs natifs des colonies (anciens esclaves) ou immigrés provenant principalement d'Afrique, d'Inde ou du bassin asiatique, pour les grands propriétaires terriens des Antilles françaises et des Mascareignes.

### Amériques sous l'Ancien Régime
Afin de fournir une main-d'œuvre qualifiée et à bon marché aux seigneuries de la Nouvelle-France, le royaume de France fit appel à des engagés. On les appelait alors les « trente-six mois », car ils étaient obligés à servir durant trois ans, où leurs maîtres pouvaient disposer d'eux à leur gré et les employer à ce qu'ils voulaient. Cette méthode de recrutement fut très populaire au XVIIe siècle, puis redevint à la mode peu après le traité d'Utrecht. Le 20 mars 1714, une ordonnance royale ordonna aux capitaines de navires marchands de transporter aux Amériques « depuis trois engagés jusqu'à six suivant le port de leurs vaisseaux ». Une surveillance se faisait tant au départ de la France qu'à l'arrivée à Québec. Une fois la période de trente-six mois écoulée, les engagés étaient libres d'acheter des terres s'ils disposaient d'argent, de devenir censitaires, ou bien de retourner en France. Le nombre d'engagés vers la Nouvelle-France fut toutefois peu élevé, la majorité d'entre eux choisissant les Antilles comme destination.

### Maurice

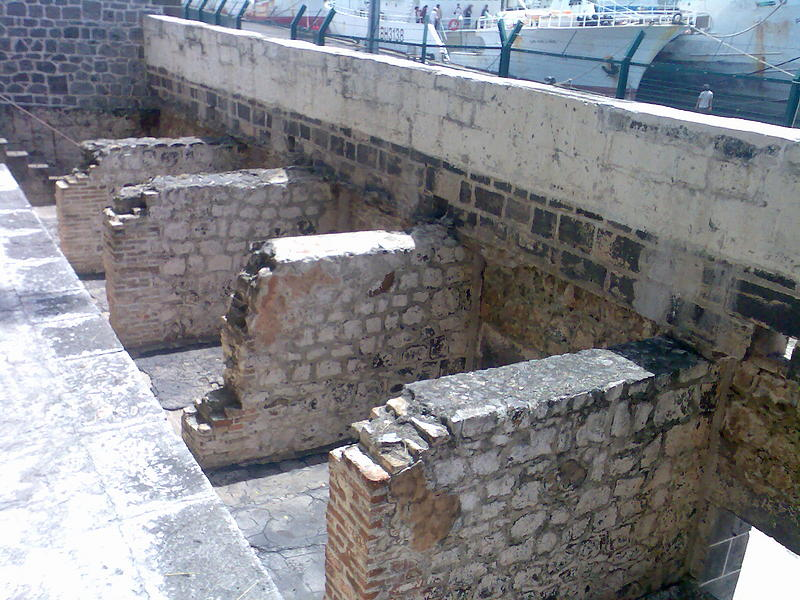
Reste des latrines de l'Aapravasi Ghat, lieu de débarquement des travailleurs engagés indiens à Maurice.

L'île Maurice a reçu ses premiers engagés au début des années 1830. À leur arrivée sur place, ceux-ci transitaient par des bâtiments aujourd'hui connus sous le nom d'Aapravasi Ghat, un site que l’UNESCO a classé au patrimoine mondial le 12 juillet 2006, en le désignant comme le lieu où s'est constituée la première diaspora de travailleurs de l'époque moderne.
Les engagés, en anglais indentured, quoique majoritairement indiens et chinois (les coolies), étaient d'origines diverses : Éthiopiens, Congolais, Mozambicains, Malais, Japonais, Malgaches, Bretons…
Le premier texte chantant la traversée océanique des engagés est Cale d'étoiles-Coolitude, du poète Khal Torabully (1992). Ce texte explore le thème des migrations, leurs enjeux mémoriels, culturels, sociaux et linguistiques dans des sociétés issues de la mise en relation entre divers espaces humains. Cela a ouvert l'engagisme à des enjeux humains actuels, sans essentialisme. L'auteur a souligné, par ailleurs, que le coolie trade, faisant suite à l'abolition de l'esclavage, rappelle, en de maints aspects, « une nouvelle forme de l'esclavage », comme l'a écrit l'historien britannique Hugh Tinker.
La coolitude, qui a théorisé l'humanisme de la diversité née de l'expérience de l'engagisme, a grandement contribué, au niveau éthique, à faire adopter la Route de l'engagé par l'Unesco en octobre 2014. Aussi, la route de l'esclave et celle de l'engagé vont continuer à être des routes d'importance de l'humanité.

### La Réunion

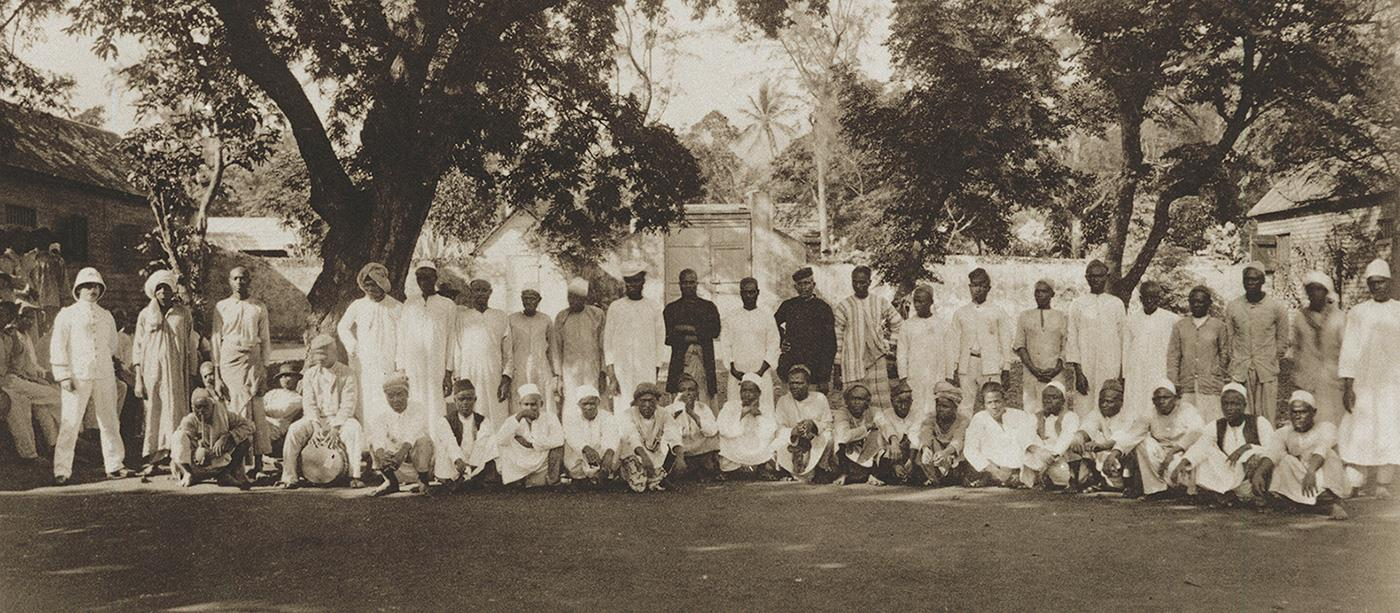
Dépôt des engagés comoriens à Saint-Denis, La Réunion.

À La Réunion, où l'abolition de l'esclavage a été proclamée par Sarda Garriga le 20 décembre 1848, le schéma engagiste a été à l'origine du doublement de la population en moins de 35 ans, les travailleurs peu payés provenant également de Madagascar. De fait, entre 1849 et 1859, le nombre d'engagés indiens passe de 11 000 à 37 000, et les accords signés entre la France et le Royaume-Uni en 1860 et 1861 le font augmenter.
Deux réservoirs principaux de main-d’œuvre intéressèrent alors particulièrement la Réunion. D'une part, l'Afrique et ses satellites (Madagascar et les Comores) constituèrent la ressource la plus anciennement exploitée. D'autre part l'Inde, en raison de son formidable potentiel démographique, retint l'attention des planteurs-sucriers. En puisant tour à tour dans l'un et dans l'autre selon les difficultés suscitées par l'Angleterre, l'Île parvint à établir un courant migratoire encadré, à la réglementation pas toujours respectée. Ainsi que le souligne l'historien Xavier Le Terrier, le recours à ces travailleurs permit à l'activité sucrière de faire « le plein de main-d’œuvre » et de passer sans encombre le cap de l'abolition de l'esclavage. Toutefois, à partir de la fin des années 1850, la multiplication des méthodes douteuses dans le recrutement de travailleurs de la côte d'Afrique contribua à compromettre l'importation de main d’œuvre étrangère : en 1859, sous la pression anglaise, le gouvernement français décida de mettre un terme au recrutement de travailleurs originaires du bassin africain oriental. En 1862, cette mesure fut étendue à la côte occidentale de l'Afrique. Si l'autorisation de recruter en Inde, octroyée par l'Angleterre à la Colonie en 1860, compensa avantageusement la perte du foyer de recrutement de travailleurs originaires d'Afrique, les abus perpétrés dans ce cadre par les agents recruteurs et ceux fréquemment constatés dans les exploitations sucrières réunionnaises dénoncés par les travailleurs engagés poussèrent l'Angleterre à fermer les vannes de l'immigration indienne à destination de La Réunion. 

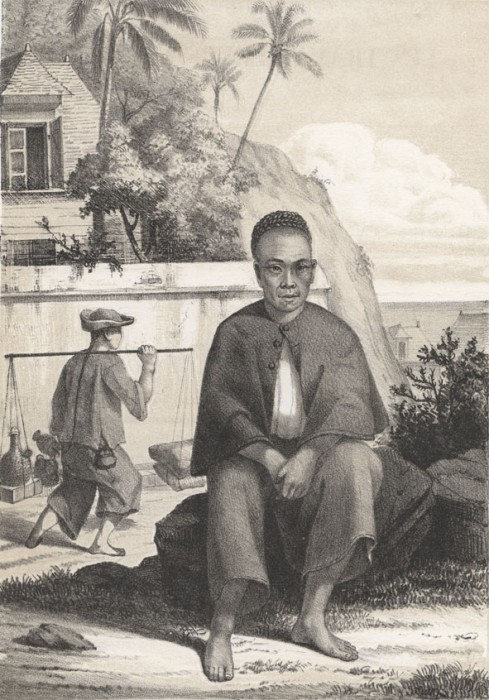
Portrait d'un immigrant chinois, vers 1860, par Antoine Louis Roussin (Musée Léon-Dierx, La Réunion).

La fin de l'engagisme indien fut prononcée avant la fin du XIXe siècle, après qu'il eut été remis en cause par la suspension de l'accord franco-britannique en 1882, mais cela n'empêcha pas la poursuite d'un afflux de travailleurs originaires de l'Inde. Au contraire, elle encouragea certainement l'immigration des Chinois de la région de Canton au début du XXe siècle. Le dernier convoi d'engagés n'arriva qu'en 1933, mais c'est toutefois la source de la communauté actuelle qui « a fait son chemin ». L’entre-deux-guerres verra une réforme fondamentale en termes d’attributions de compétences du Service de l’Immigration qui gère les flux d'entrées vers La Réunion. Le Service de l’Immigration (précédemment confié au Service de l’Enregistrement, des Domaines et du Timbre) a été transféré, à la suite d’un rapport de la mission d’inspection des Colonies de 1937, à l’Inspection du Travail. Ce service comprend à ce jour[Quand ?], en dehors de son chef, 9 syndics ainsi qu'un interprète malgache qui s’occupe également des matricules générales où sont notées les mutations survenues dans les syndicats et concernant les immigrants. Cette réforme permet d’avoir un état des lieux des derniers migrants présents à La Réunion. Le nouveau service ne s’occupera alors que de ces groupes, cités dans le document : 

« 1° - Des immigrants malgaches de race Antandroy introduits à La Réunion de 1922 à 1927 et qui se sont rengagés dans le pays. Ils sont au nombre de 648 et leur régime de travail est fixé par le décret du 22 septembre 1925. 2° - Des immigrants soumis au décret de 1887 comprenant 35 somalis et arabes du Yemen et 146 indiens, comoriens et cafres. 3° - Des immigrants rodriguais en très petit nombre. La majeure partie de ces immigrants, décimés par le paludisme et le béribéri, est retournée à Rodrigue.
Le Service de l’Immigration n’a en principe qu’à passer les contrats avec les employeurs et à s’occuper des rapatriements. Il s’occupe activement d’arbitrer et d’apaiser autant que possible les conflits qui peuvent s’élever entre engagistes et engagés. »

 Cette réforme marque la fin de l’engagisme tel que fondé au XIXe siècle. Le déclenchement de la seconde Guerre Mondiale, qui coupe par la suite La Réunion des relations avec les autres pays de la zone, achève cet épisode majeur du peuplement.
En outre, les travailleurs indiens majoritairement hindouistes ou catholiques ne retournèrent pas dans la péninsule et s'établirent sur place et contribuent au développement économique de l'île ils sont notamment agriculteurs, ébénistes, négociants, tailleurs, bijoutiers. Les engagés hindouistes obtiennent l'autorisation de construire des temples hindouistes au XIXe siècle afin de préserver leur culte religieux au sein même des cours d'usines sucrières. 
Une partie plus récente de cette migration d'origine indienne musulmane originaire du Gujarat sont vendeurs de tissus, commerçants. Bientôt, une communauté relativement aisée et intégrée arrivée devait voir le jour, la communauté des « Zarabes ». Elle put faire inaugurer dès 1905 une mosquée qui fut temporairement la plus vieille existant sur le sol français entre la fin de l'Algérie française (1962) et la départementalisation de Mayotte en 2011 : la mosquée Noor-e-Islam de Saint-Denis.

### Comores
À partir de 1886, Grande Comore, Anjouan, Mohéli et Mayotte, les Résidents, représentant de la France dans les protectorats, se substituent aux sultans. Les colons qui accaparent de vastes terres continuent à utiliser la main-d'œuvre locale en tant qu'« engagés volontaires ». Les exploitations coloniales finissent par occuper près de la moitié de la Grande Comore, 40 % d'Anjouan, 20 % de Mohéli. Alors que la main-d'œuvre devenait de plus en plus chère à la Réunion, les Comores, oubliées par l'administration centrale, offraient aux colons et aux sociétés coloniales (comme la Bambao) des perspectives et une main-d'œuvre peu chère dans les plantations de plantes à parfums et de vanille. Pour rétablir l'équité, en 1904 le gouvernement français rattache l'archipel administrativement à Madagascar. Peu à peu, les terres seront rétrocédées aux Comoriens mais une révolte importante a eu lieu en 1915 en Grande Comore à cause de l'engagisme. En mars 1940, une autre grève éclate pour protester contre la volonté de l'administration coloniale de réquisitionner la population pour les exploitations.

### Antilles

#### Colons engagés
Le témoignage d'Alexandre-Olivier Exquemelin nous permet de connaître les conditions qui prévalaient dans les Antilles françaises, dans la deuxième moitié du XVIIe siècle. Ce jeune homme qui était parti dans l'espoir de terminer sa formation de chirurgien (comme convenu avec la Compagnie française des Indes occidentales) fut en fait mis en esclavage (c'est le terme qu'il emploie) pour une période de trois ans.
L'auteur revient sur ce sujet un peu plus loin, et avec plus de détails. Il décrit un système dans lequel deux personnes s'associent, l'une pour faire travailler leurs engagés sur une exploitation (bois ou tabac) tandis que l'autre rentre en France et à son retour rapporte (à ses frais) de nouveaux engagés, que les associés gardent à leur service ou vendent. Les engagés doivent travailler intensément, qu'ils soient en bonne santé ou non, sous peine d'être battus, éventuellement à mort. (Ibid, p. 106-108)   
Frantz Olivié dans L'Enfer de la flibuste cite une autre traduction du même livre (voir détails dans l'article sur Exquemelin) : " Cette vie est pire que celle des nègres, car les planteurs disent qu'on doit davantage épargner un nègre qu'un Blanc, parce qu'un nègre doit servir pendant toute sa vie, tandis qu'un Blanc ne le fait que pour un certain temps." (p. 292) 
Olivié ajoute dans son épilogue (p. 293) que les engagés qui survivaient (un sur deux, en général) devenaient souvent flibustiers : outre Exquemelin, il cite L'Olonnais, Raveneau de Lussan et "Morgan (probablement)".

#### Après l'abolition définitive de l'esclavage

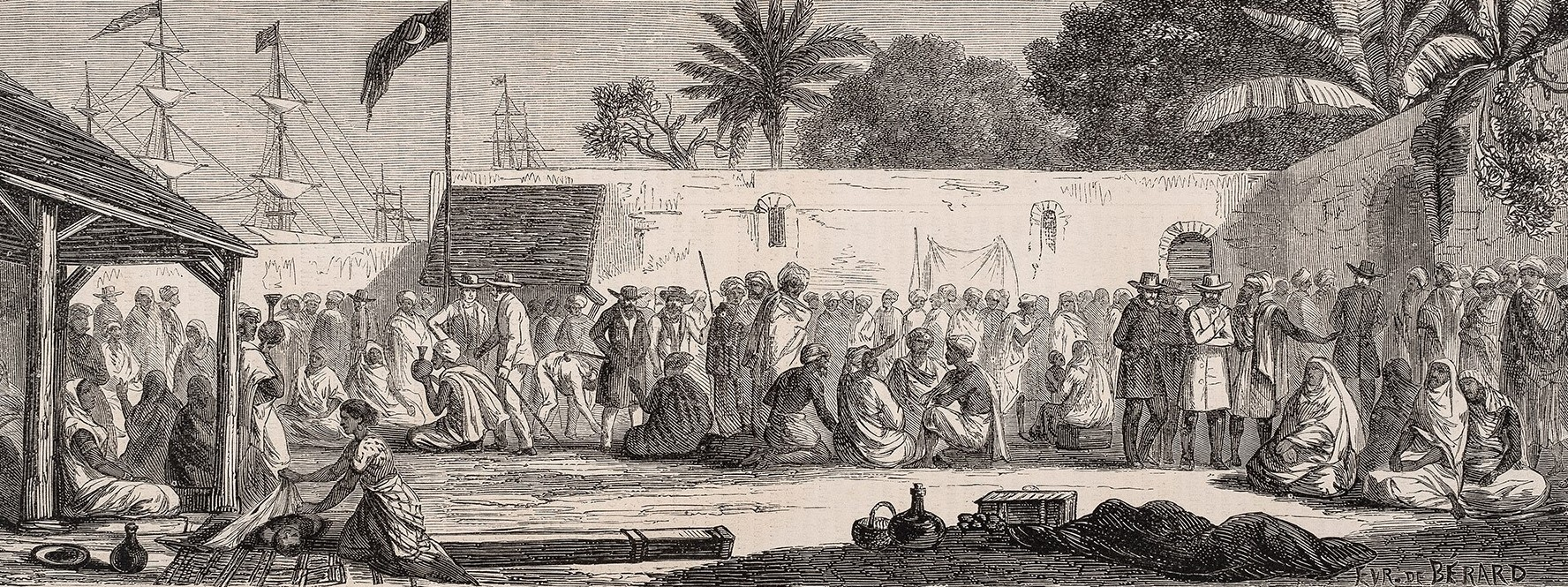
Campement d'engagés indiens avant leur départ pour les habitations en Guadeloupe, 1858.

Après la seconde et dernière abolition de l'esclavage en 1848, un grand nombre d'anciens esclaves quittent les habitations agricoles (plantations). Les anciens maîtres choisissent d'importer des travailleurs engagés en provenance d'Inde ou de Chine durant la seconde moitié du XIXe siècle.

Madame Renée Léger-Dormoy, mère du futur Prix Nobel de poésie Saint-John Perse, décrivait le sort des engagés indiens :
C’était surtout le bas peuple de Calcutta et de Pondichéry qui nous était envoyé, fuyant leur misère et la famine. Ils étaient de race fine et parmi eux il y en avait beaucoup d’un joli type. À leur arrivée à Pointe-à-Pitre, ils étaient débarqués à Fouyol, à peu de distance de la ville, dans une sorte d’immense hangar où ils étaient parqués comme des animaux, se couchant pêle-mêle par terre sur des couvertures. Les propriétaires de toutes les habitations de l’île venaient choisir chacun son lot selon ses besoins et son goût. Il fallait parfois tirer au sort. Les enfants étaient donnés par-dessus le marché. Chaque Indien appartenait à l’«habitant » comme un esclave. Assis par terre, les jambes croisées, tous mangeaient avec les mains Où auraient-ils pris, pauvres gens, des écuelles et des fourchettes pour tant de monde ? Je crois même qu’ils n’en auraient pas souhaité, étant habitués à toujours manger avec les mains, comme les Nègres du reste.

### Océanie

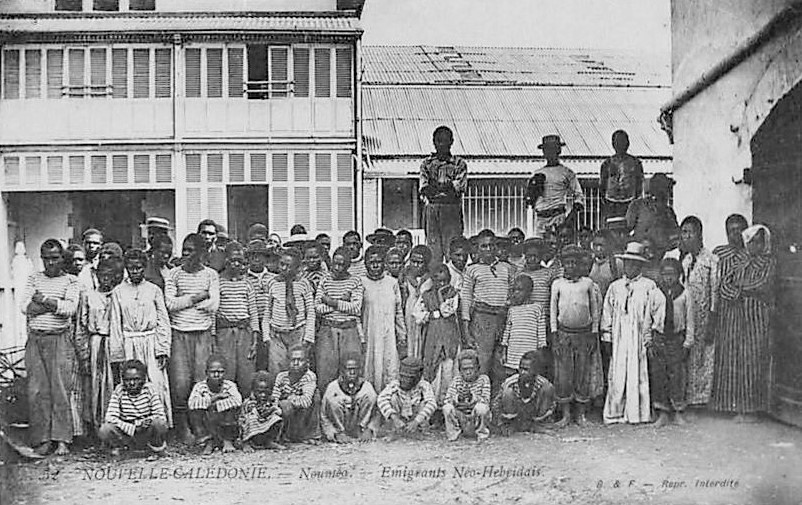
Émigrants néo-hébridais à Nouméa.

Afin d'approvisionner ses colonies et protectorats du Pacifique, la France utilise aussi cette pratique de recrutement, connu localement sous le nom de blackbirding. Elle fait alors appel aux armateurs et capitaines britanniques pour engager, de gré ou de force, des travailleurs parmi les populations des îles du Pacifique.
Plusieurs milliers de Gilbertins sont ainsi déplacés pour travailler dans les plantations des Fidji, des Samoa, de Tahiti.
En Nouvelle-Calédonie, ce sont des milliers de Néo-Hébridais qui sont importés pour les plantations et les mines.

## Empire colonial britannique

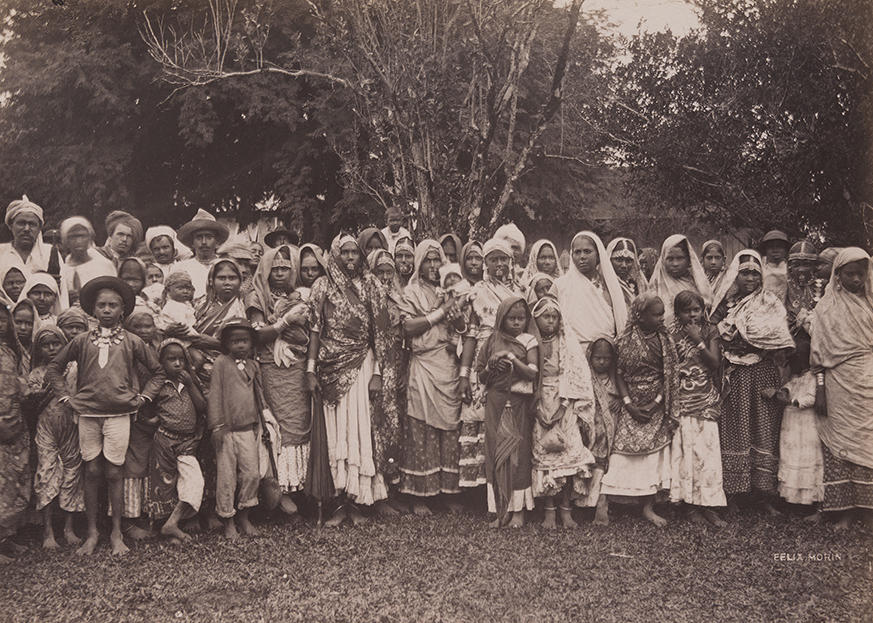
Engagés indiens à Trinidad en 1890.

L'équivalent de l'engagisme dans les colonies britanniques est l’indenture. Le Royaume-Uni a aboli l'esclavage en 1838. La colonie ayant reçu le plus d'engagés, venus principalement d'Inde, est l'île Maurice.
Dans les Caraïbes, ce sont la Guyane britannique, Trinité-et-Tobago et la Jamaïque qui ont reçu le plus d'engagés (coolies) indiens. Ces colonies britanniques ont reçu également un grand nombre d'engagés venant de Madère qui formaient alors le groupe majoritaire de blancs (en particulier à Trinidad et en Guyane britannique.
Côté Pacifique, le blackbirding approvisionne mines et plantations en population servile.
En Afrique du Sud, un grand nombre d'engagés sont aussi transportés depuis l'Inde.
De même des Allemands, Français, Maltais, et des personnes venant des Açores font partie des engagés, cependant en bien plus petit nombre que les Indiens.
Au total, plus de deux millions d'engagés sont envoyés par les Britanniques dans leurs colonies à travers le monde, créant une diaspora indienne importante.

### Atlantique

#### Antilles
Aux Antilles britanniques, l'engagisme fut le mode de développement économique dominant des années 1630 à la Barbade, la première des îles des Caraïbes à avoir été exploitée intensivement. Les engagés constituent les gros bataillons des Irlandais de la Barbade, qui sont ensuite amenés à quitter progressivement l'île lorsque la culture du sucre remplace celle du tabac et se traduit par l'importation massive d'esclaves noirs.

#### Barbade
Selon les recherches de l'historien barbadien Hilary Beckles (en), l'île de la Barbade a vécu dans les années 1649 une forte croissance de la production de sucre et ainsi une nouvelle demande pour la traite négrière et l'esclavage, jusque-là surtout répandus dans l'Empire colonial portugais. Cette demande de main-d'œuvre a dans un premier temps été résolue surtout par le recours à des engagés blancs, massivement présents dans l'île pour y cultiver le tabac et le coton, dont les prix se sont effondrés à la fin des années 1630.
Selon Hilary Beckles (en), les marchands qui les transportaient disposaient de prisons privées dans au moins quatre grands ports anglais, où ils détenaient des captifs kidnappés permettant de rentabiliser le coût d'une traversée lorsque le navire n'était pas rempli. Un réseau d'agents appelés Spirits se chargeaient de la capture, sur le mode des « chasses à l'homme » pratiquées pour le même motif par les négriers en Afrique. En 1643, les autorités du Port de Londres ont lancé contre eux une investigation qui a débouché sur plusieurs arrestations et un procès contre quatre personnes, dont deux femmes. La même année, une ordonnance du Parlement se plaint que des kidnappés sont embarqués sur quasiment chaque navire et demande aux autorités de fouiller les bateaux. Par ailleurs, selon Hilary Beckles (en), environ 4 000 des engagés du XVIIe siècle étaient des prisonniers de droit commun.
Selon Hilary Beckles (en), la majorité des planteurs ont estimé que ces engagés étaient une main d’œuvre adéquate pour la production de sucre, ce qui a relancé la demande d'engagés à la fin des années 1640 et au début des années 1650, avec l'arrivée de 8 000 d'entre eux entre 1645 and 1650, sur fond de guerre civile en Angleterre, et dès 1652 13 000 engagés blancs travaillaient à la production de sucre. Selon Sir Jonathan Atkins, gouverneur de l'île (1675-1680), ils avaient fait l'essentiel du travail de production de sucre dans les plantations à leur début,.
Dans leurs récits, ces engagés trouvaient leurs relations de travail à la Barbade plus oppressives que tout ce qu’ils avaient vécu en Grande-Bretagne. Ils ont travaillé dans les mêmes équipes de production sucrière que leurs homologues africains sous une supervision sévère. Les archives de la plantation de Mount Clapham (de 400 acres située dans la paroisse de St. Michael) montrent par exemple qu'en 1654, elle a fonctionné avec une équipe de quinze engagés et dix esclaves.

#### Guyane britannique

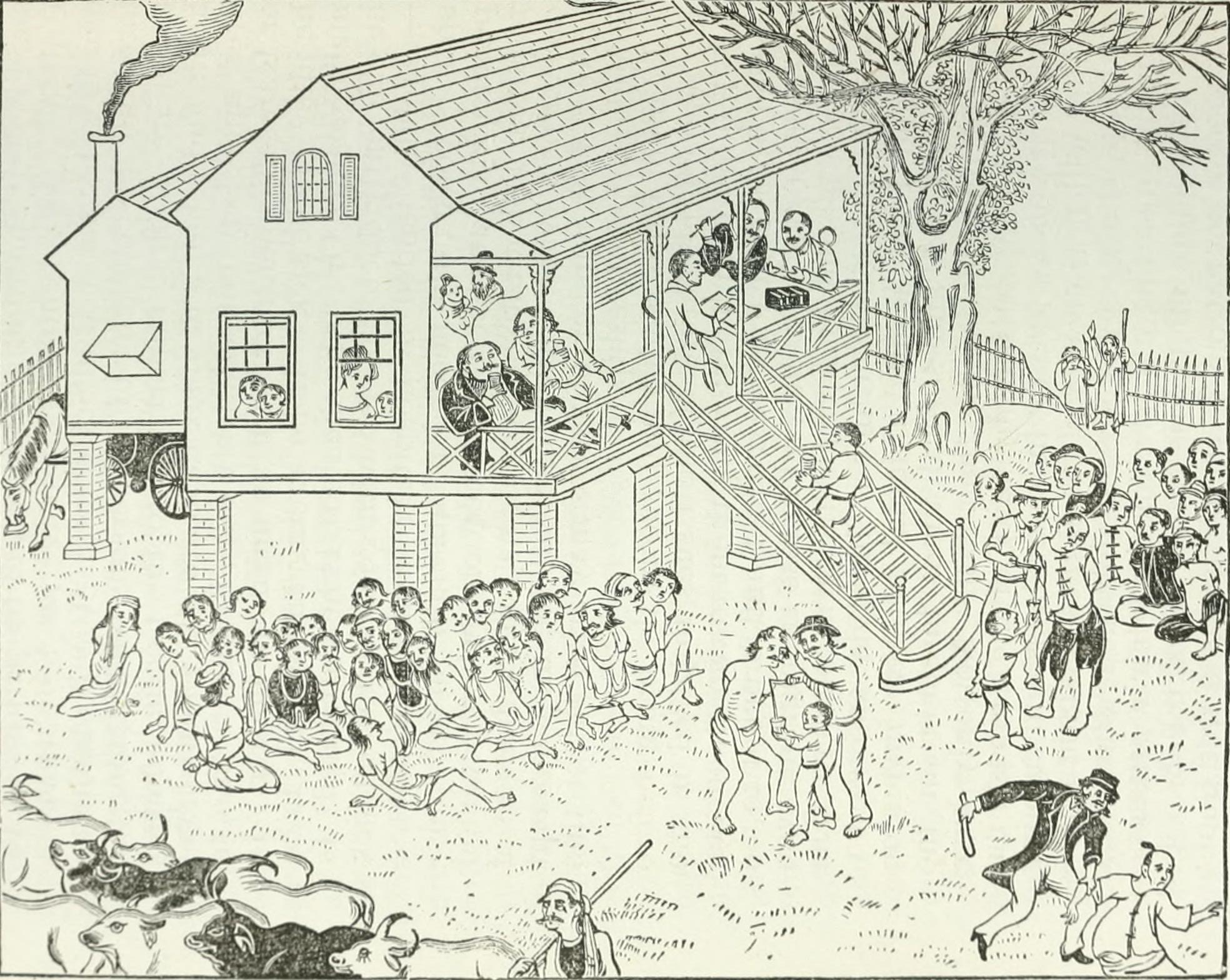
Dessin d'Edward Jenkins dénonçant l'engagisme au Guyana, 1871.

La Guyane britannique est la colonie qui a reçu le plus d'engagés dans les Caraïbes. Au total la colonie a fait venir 238 900 engagés, dont environ 10 000 Chinois, la plupart venant d'Inde ou encore de Madère.
Le premier navire à transporter des engagés depuis l'Inde est commandé par John Gladstone, un planteur important des Caraïbes qui venait de percevoir la plus grosse compensation par le Gouvernement Britannique en réponse à l'abolition de l'esclavage. Il fait venir des travailleurs depuis l'Inde pour trouver une solution pour remplacer les apprentis travailleurs (apprenticeship), dont il craignait qu'ils ne continuent pas à travailler dans les plantations à la fin de leurs années de servitude.
Ainsi, le 31 mai 1838, 414 Indiens ont été recrutés et embarqués sur des navires à Calcutta pour la Guyane britannique. Ce navire était composé de 380 hommes, 14 femmes et 18 enfants[Passage contradictoire]. Ces Indiens sous contrat ont été recrutés pour une période de cinq ans. Moon-Ho Jung a démontré que, à la fin de leur contrat, un quart d'entre eux étaient morts, et que la grande majorité des survivants ont choisi de rentrer chez eux. À la fin de leur contrat, seuls environ soixante de ces Indiens sont restés dans la colonie.
Certains des travailleurs ont déposé des plaintes auprès de la British Anti-Slavery Society, dans lesquelles ils signalaient des flagellations et des extorsions de la part des surveillants.
Même si cette première tentative de Gladstone d'amener des Indiens sous contrat aux Caraïbes est considérée comme un échec, elle a permis d'amorcer le flux de travailleurs migrants de l'Inde vers les Caraïbes, qui n'a pris fin qu'en 1917.
Le système d'immigration sera interrompu à deux reprises pendant le XIXe siècle. La première de 1838 à 1845 pour des raisons humanitaires surtout, due à Maurice (pays) qui avait alors accueilli le plus d'engagés. En effet, Hugh Tinker a estimé que, en 1838, 25 000 travailleurs avaient alors été importés à Maurice alors qu'en Guyane britannique seulement 414. Les journaux indiens, surtout de Calcutta, alors le principal port de départ pour les travailleurs, comme le Bengal Hurkaru ou encore The Friend of India, sont les premiers à décrier les conditions des travailleurs et utilisent alors le terme de « nouveau système d'esclavage » pour décrire le système d'engagisme, un terme repris pendant toute la période mais aussi par les historiens aujourd'hui. La British Anti-Slavery Society fait également campagne au Royaume-Uni, ce sont Joseph Sturge (en) et John Scoble (en) les premiers à revenir à Londres pour décrire les conditions de vie des travailleurs dans les Caraïbes. Grâce aux agitations en Inde mais aussi au Royaume-Uni, le Gouvernement colonial en Inde décide de suspendre toute immigration de ses ports le 11 juillet 1838.
La deuxième interruption 1848-1851 a eu lieu pour des raisons économiques.

### Océanie

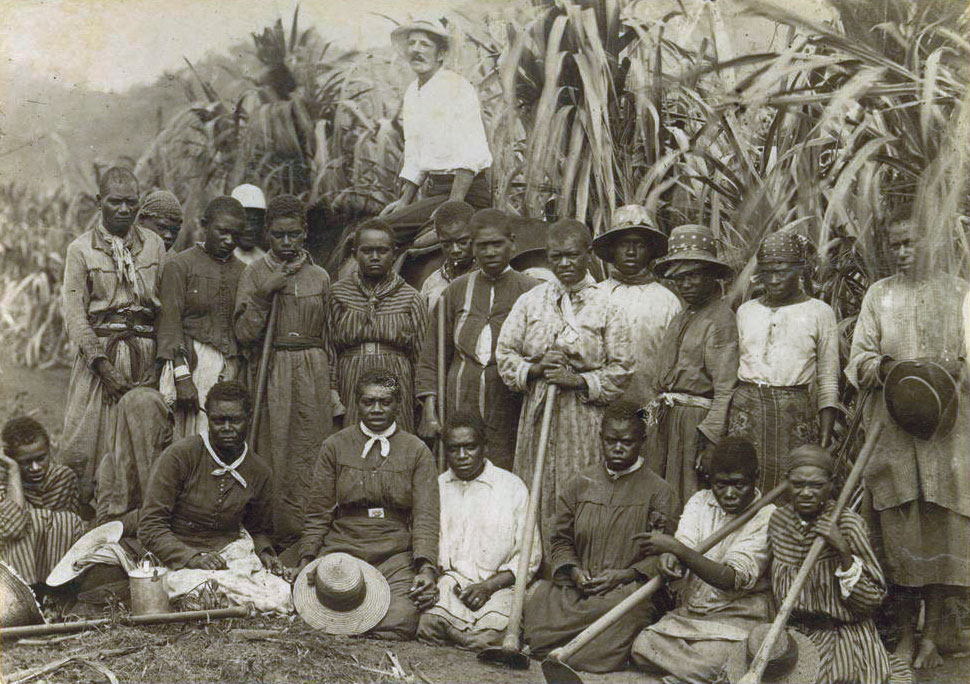
Groupe de Mélanésiens dans une exploitation de canne à sucre du Queensland, en Australie.

Afin de fournir en main d’œuvre les plantations du Queensland en Australie, près de 65 000 travailleurs mélanésiens sont importés, le plus souvent de force. Ce recrutement s'appelle le blackbirding.
Afin de limiter les abus, le Royaume-Uni réglemente le trafic en 1868 et 1872, et l'Australie l’interdit dès 1902. Toutefois la pratique reste très difficile, et le taux de mortalité des travailleurs était élevé : environ 30% d’entre eux mouraient dans les plantations, en raison de leur exposition aux maladies européennes mais aussi de la malnutrition et des mauvais traitements.
En Australie, les descendants du blackbirding représentent une communauté de 15 000 descendants qui se considèrent comme « le peuple oublié ». Des fosses communes pleines de ces ouvriers morts dans les plantations, sont encore découvertes aujourd’hui. Depuis la fin des années 1990, l'Australie et ses territoires reconnaissent progressivement l'existence historique de cette pratique et entament des démarches officielles de réparation symbolique au profit des descendants australiens des victimes de blackbirding.

## Empire colonial néerlandais

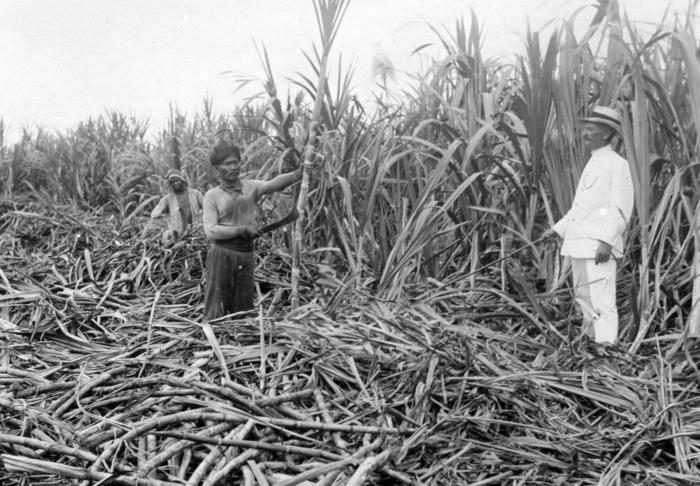
Engagés javanais coupant la canne dans la Plantation Marienbourg, en Guyane néerlandaise (actuel Suriname), vers 1930.

Les Provinces-Unies, puissance coloniale, mirent en œuvre un système similaire, le « contractarbeid », notamment en Guyane néerlandaise (actuel Suriname).
À la suite d'un traité avec l'Empire Britannique, les néerlandais sont autorisés à recruter des travailleurs indiens depuis les ports anglais en Inde. Entre 1873 et 1916, soixante-quatre navires avec un total de 34 000 travailleurs indiens arrivent au Suriname.
Un nombre important de Javanais sont également recrutés pour travailler dans la colonie hollandaise.

## Sources

### Vidéographie
- « Les engagés » [vidéo], sur ina.fr, Ina et RFO Réseau France Outremer (émission Le miroir colonial : Mémoire du socialisme outre-mer, témoignage de Claude Wanquet, Paul Vergès, Ernest Moutoussamy, Édouard de Lépine et Armand Nicolas (historien martiniquais)), 1er janvier 1988
- Origine : Kongo, réalisé par Laura Chatenay-Rivauday, YN Productions / La cuisine aux images / Kontras prod, 2023, 52 min [présentation en ligne]